# Kenny Monday
Kenny Dale Monday (Tulsa, 25 novembre 1961) è un ex lottatore statunitense, specializzato nella lotta libera.

## Palmarès

### Olimpiadi
- 2 medaglie:
  - 1 oro (Seul 1988 nei -74 kg)
  - 1 argento (Barcellona 1992 nei -74 kg)

### Giochi panamericani
- 1 medaglia:
  - 1 oro (L'Avana 1991 nei -74 kg)